# Георги Константинов (революционер)
Вижте пояснителната страница за други личности с името Георги Константинов.
Георги Константинов Тодоров, известен и като Георги Костадинов, е български революционер, деец на Вътрешната македоно-одринска революционна организация.

## Биография
Георги Константинов е роден през 1875 година в мелнишкото село Хотово. През 1896 завършва последния осми випуск на педагогическото отделение на Солунската българска мъжка гимназия. Назначен е за учител в българското класно училище в Петрич, където преподава две учебни години от 1896 до 1898 година. Основава първия комитет на ВМОРО в града и е избран за околийски ръководител на организацията.
Подгонен от турските власти, емигрира в Княжество България. Работи като секретар в Апелативния съд в Русе и София. Участва във войните за национално обединение на България.
Георги Константинов е по-малък брат на революционера Стефан Константинов.
Умира на 18 септември 1969 година в София.